# Iosif Boroş
Iosif Boroș (Brașov, 19 de março de 1953) é um ex-handebolista profissional, duas vezes medalhista olímpico.

## Títulos
- Jogos Olímpicos:
  - Bronze: 1980, 1984